# متحف بيت قارا قاراييف
متحف بيت قار قاراييف (بالأذربيجانية: Qara Qarayevin Ev Muzeyi) - هو المتحف الذكري الذي عاش ونشاء فيه ملحن ومعلم أذربيجاني، الفنان الشعب في اتحاد الجمهوريات الاشتراكية السوفياتية (1959)، حائز على «وسام لينين» (1946-1948)، حائز على جوائز «ثورة أكتوبر» ووسام الراية الحمراء من حزب العمال، نائب في مجلس السوفيت الأعلى بين 1955-1976، أكاديمي لأكاديمية العلوم الوطنية الأذربيجانية قار قاراييف.

## تاريخ المتحف
تم التأسيس متحف بيت قار قاراييف في 2018، 1 أكتوبر في الذكرى السنوية 100 للملحن.
شارك وزير الثقافة في جمهورية أذربيجان أبولفاس قراييف، نائب لرئيس وزراء أذربيجان نوروز ممادوف، رائس أتحاد الملحنين فيرانجرز عليزاده، عميد أكاديمية باكو للموسيقى فرحاد بادالبيلي، كاتب الشعب أنار في احتفال الأفتتاح.
جنبا إلى جنب معه، في حفل الافتتاح تم تقديم الكتاب عن حياته وإبداعه قراييف من سلسلة «الأشخاص البارزة في أذربيجان» الذي نشره وزارة الثقافة والمكتبة الوطنية.

## معرض المتحف
عاش وخلق قار قاراييف في هذا البيت، بما في ذلك باليه «سبعة جميلة» من أعماله الأولى.
تم إحضار الوثائق، وبعض المخطوطات، والصور المأخوذة لقاراييف من الأرشيف الحكومي للأدب والفن في موسكو إلى بلدنا.
العدد الإجمالي للمعروضات المعروضة في متحف بيت الملحن أكثر من 300.
تمثال نصفي لبيوتر تشايكوفسكي في المتحف هي هدية أم زوج ييلزافيتا ميخائيلوفنا إلى قار قاراييف.
المتحف على تبعية وزارة الثقافة.